# Microliza calixis
Microliza calixis är en insektsart som beskrevs av Medler 1991. Microliza calixis ingår i släktet Microliza och familjen Flatidae. Inga underarter finns listade i Catalogue of Life.